# Tecalitlán
Tecalitlán è un comune del Messico, situato nello stato di Jalisco.